# Estàtua de l'Esquiador
L'Estàtua de l'Esquiador és un monument situat a la parròquia d'Encamp (Andorra) que es va inaugurar el desembre de 2007 en el marc de la commemoració dels cinquanta anys de Pas de la Casa-Grau Roig. Està situat al costat de l'arribada del telecadira del Pas de la Casa.
L'estàtua ret homenatge al fundador de l'estació, Francesc Viladomat.